# Fosse no 7 - 7 bis des mines de l'Escarpelle
La fosse no 7 - 7 bis de la Compagnie des mines de l'Escarpelle est un ancien charbonnage du Bassin minier du Nord-Pas-de-Calais, situé à Courcelles-lès-Lens. La fosse, dite no 1, commencée en octobre 1861 n'a commencé à produire qu'en 1877, non pas à cause de venues d'eau, mais à cause de divisions entre les personnes et d'actions juridiques. La Société du Midi de l'Escarpelle ouvre la fosse, mais M. Lebreton et son conseil d'administration se fâchent, le premier nomme un nouveau conseil d'administration, l'ancien porte l'affaire devant les tribunaux et obtient raison. M. Lebreton fonde donc la Société du Couchant d'Aniche en 1863, et entreprend une fosse no 2 quelques centaines de mètres plus au sud en 1866, qu'il abandonne en 1867 quand la Société du Midi de l'Escarpelle fait faillite, et que la fosse no 1 est jugée mieux avancée. Des assemblées générales ont lieu en 1868 contre M. Lebreton, qui s'avère être un mauvais gestionnaire. La société est mise en faillite. En 1869, les actionnaires de la Société du Couchant d'Aniche fondent la Société de Courcelles-lez-Lens. Les travaux de la fosse no 1 progressent enfin. En 1875, Abel Lebreton intente un procès contre la société, il souhaite conserver ses avantages d'administrateur. La Cour de Douai, sur appel de la Société, rend le 13 juillet 1877 un arrêt qui confirme la révocation du sieur Lebreton, et annule, comme résultant d'un apport purement fictif, sa prétention à 7 % des bénéfices. Le 18 septembre 1877, un décret accorde à la Société de Courcelles-lez-Lens une concession de 440 hectares, c'est également en 1877 que la fosse commence à produire, seize ans après le début du fonçage.
Mais la Société fait elle aussi faillite, et la fosse est rachetée en 1880 par la Compagnie des mines de l'Escarpelle qui en fait sa fosse no 7. Elle la raccorde à son réseau ferroviaire, et commence en 1902 le puits no 7 bis qui entre en fonction à partir de 1906. En parallèle, de vastes cités sont construites, et les terrils nos 128 et 145 s'élèvent. La fosse est reconstruite à la suite de la Première Guerre mondiale, et continue l'extraction. Après la Nationalisation, elle est en 1948 concentrée sur la fosse no 8, et assure l'aérage jusque 1966, date à laquelle les puits sont remblayés. Les installations de surface sont alors détruites, bien que quelques bâtiments subsistent encore au XXIe siècle. Les deux terrils coniques ont été intégralement exploités, et une zone industrielle y a pris place. Les cités ont été rénovées.

## La fosse

### Société du Midi de l'Escarpelle
Au début de l'année 1857, M. Dellisse-Engrand fonde une société de recherche et établit un sondage no 282 à Courcelles-lès-Lens, à l'intersection de la route no 43 de Béthune à Douai, avec le chemin qui conduit d'Esquerchin à Courcelles. M. Lebreton-Dulier a exécuté ce sondage en tant qu'entrepreneur. Il maintient que si le sondage n'a pas atteint la houille, c'est parce qu'il a été arrêté avant d'atteindre le terrain houiller. Il s’établit à la fin de l'année 1858 à Courcelles-lès-Lens, dans le but d'établir de nouveaux sondages.
Le 27 avril 1859, il crée une Société dite Société du Midi de l'Escarpelle. Celle-ci est établie à l'est de la concession de la Compagnie des mines de Dourges, au sud de celle de la Compagnie des mines de l'Escarpelle, et à l'ouest de celle de la Compagnie des mines d'Aniche. M. Lebreton fait effectuer des sondages près des limites des concessions déjà établies, les résultats qu'il annonce sont très positifs par rapport à ce qu'annonce l'administration des mines.
Le 2 décembre 1860, la Société de recherches a épuisé son capital, elle se transforme en Compagnie d'exploitation du Midi de l'Escarpelle. Un sondage est approfondi, tandis que deux autres sont effectués, mais les résultats sont négatifs, car les travaux n'ont pas été poursuivis à une profondeur suffisante. Malgré cela, une fosse dite no 1 est commencée. Son inauguration a eu lieu le 1er octobre 1861, avec beaucoup de pompe. Son approfondissement est arrêté à 33 mètres de profondeur.

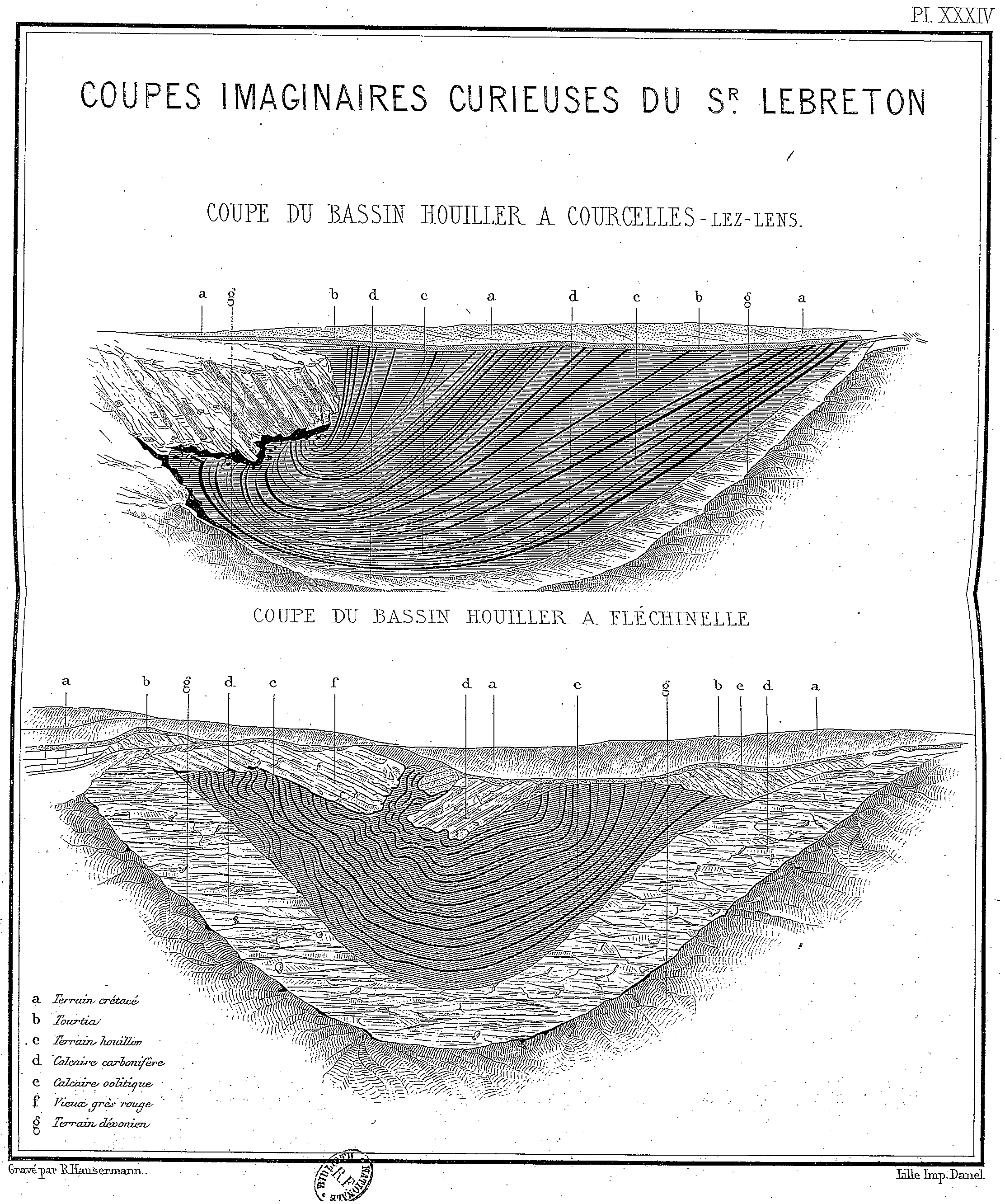
Les coupes imaginaires curieuses du Sieur Lebreton.

Voici les instructions que le sieur Abel Lebreton a donné à un chef-ouvrier pour l'organisation de la fête d'inauguration de la fosse de Courcelles :

« On demandera [...] que le drapeau soit mis sur le clocher et chez tous les cabaretiers et même chez les ouvriers, sur les deux sondages. Je ferai déposer sur le terrain de l'avaleresse autant de tonnes de bière qu'il y a de cabaretiers à Courcelles. Les mineurs d'Enquin iront à la fête et les chefs-sondeurs ; on invitera la musique de Courcelles à se trouver sur les lieux, avec des mineurs et porions de la Morinie qui sont aussi musiciens ; on fera partir des mines et un gros coup de mine parti de l'avaleresse, annoncera l'arrivée des nouveaux membres et actionnaires sur les lieux avec moi. On arborera le drapeau sur un arc de triomphe à l'entrée du champ que l'on y fera, et dont vous devrez commencer à vous procurer de grandes perches à emprunter pour la faire, dont voici le modèle tracé, avec une couronne de laurier au milieu de laquelle on écrira sur une bande de percale placée au milieu, le nom de la houillère : « La Victoire d'Abel ». (L'arc de triomphe porte en outre sur les panneaux de côté, les inscriptions suivantes : Paix sur la terre aux hommes de bonne volonté. Dieu est le père et les actionnaires forment une famille.) Préparons tout. Que lundi on puisse monter une tente pour offrir les vins d'honneur. Après l'assemblée générale, toutes les voitures arriveront à l'avaleresse. Enfin, il faut une grande fête, cela convient aux actionnaires de Paris qui y viennent exprès pour l'inauguration de l'avaleresse. »

La lettre qui précède montre les moyens que met en œuvre le sieur Lebreton pour faire miroiter aux yeux du public et des actionnaires l'importance de ses découvertes. À cette époque, il s'occupe non seulement des recherches du Midi de l'Escarpelle, mais encore des recherches à l'extrémité du bassin, vers Fléchinelle. Pour rendre saisissables aux actionnaires qu'il recherche pour ses diverses Sociétés les espérances qu'il fonde sur ses explorations, il publie des coupes imaginaires de la formation houillère fort curieuses, dont le fac-similé est reproduit ci-contre.
Ces coupes ont pour but de faire voir que la rencontre par les sondages des terrains négatifs, antérieurs au dépôt de la formation carbonifère, ne sont nullement un indice de l'absence de cette dernière formation ; que poursuivis à une plus grande profondeur, ces sondages atteindraient le terrain houiller et la houille. Aux actionnaires que découragent les insuccès des recherches entreprises, on montre ces coupes fort ingénieusement appropriées à la démonstration qu'on a en vue, et des hommes sérieux et très positifs, mais privés des connaissances les plus élémentaires de la géologie, n'hésitent pas à accepter aveuglément ces images frappantes pour les yeux, et cela d'autant plus facilement, que certains faits récents semblaient leur donner une apparence de raison.
Mais dès le milieu de l'année 1861, la division se met entre le sieur Lebreton et le conseil d'administration. Deux assemblées ont lieu en septembre et octobre ; on s'y dispute beaucoup, et la dernière révoque Lebreton de ses fonctions de directeur et d'administrateur. Celui-ci, à son tour, fait nommer un nouveau conseil d'administration. Un jugement du tribunal de Douai du 30 janvier 1862, confirmé par un arrêt de la Cour du 2 juin suivant, met fin à ces débats par le maintien de la révocation du sieur Lebreton.

### Société du Couchant d'Aniche
Par acte sous seing privé du 29 octobre 1863, M. Lebreton fonde une nouvelle Société, sous le nom de Compagnie du Couchant de la concession d'Aniche, pour effectuer des recherches, en concurrence avec la Société du Midi de l'Escarpelle, dans les mêmes terrains que celle-ci. Le siège de cette Société est à Paris. Le sieur Lebreton fait apport de ses études, de la priorité de ses travaux et des droits qui en résultent.
Lors de la liquidation en 1867 de la Société du Midi de l'Escarpelle, le sieur Lebreton a acquis pour 25 000 francs tous les droits, meubles et immeubles de cette dernière Société. Après cette acquisition, le sieur Lebreton abandonne à 23,95 mètres de profondeur la fosse no 2 qu'il a commencée en 1866, pour reprendre la fosse no 1 du Midi de l'Escarpelle qui est un peu plus avancée et plus rapprochée du sondage no 1.
Plusieurs assemblées générales ont été tenues en 1868, on y décide des poursuites contre le sieur Lebreton, afin de l'amener à justifier des sommes reçues et des dépenses. Un expert commis par la justice, reconnait dans les comptes des erreurs nombreuses. Toutefois, il déclare que si ces erreurs peuvent donner lieu à une action civile, elles ne constituent pas un délit. Mais les Tribunaux de la Seine n'apprécient pas les choses comme l'a fait l'expert. Un jugement du 16 janvier 1869, confirmé par un arrêt de la Cour en date du 26 février suivant, condamne Lebreton à la prison et à des dommages et intérêts. Au cours de l'instruction correctionnelle dirigée contre lui, Lebreton a introduit une instance civile pour revendiquer la fosse no 1, achetée du liquidateur de la Société du Midi de l'Escarpelle, il se prévaut de ce que cet achat a été déclaré en son nom personnel, sans mention de sa qualité de Directeur de la Société du Couchant d'Aniche. Cette prétention a été détruite par un jugement du Tribunal de première instance de la Seine, du 9 avril 1869, qui décide que l'acquisition dont il s'agit a été réellement faite pour le compte et avec les fonds de la Société du Couchant d'Aniche.
Il résulte de l'arrêt correctionnel précité et du jugement du 9 avril 1869, que cet état de dépenses est indûment majoré de 70 345,32 francs, dont 57 712 francs d'une part, pour frais de voyages et commissions, et 12 633,32 francs d'autre part, pour majoration illicite du prix d'achat des biens du Midi de l'Escarpelle.

### Société de Courcelles-lez-Lens
Les procès avec le sieur Lebreton et la suspension des travaux ont placé la Société du Couchant d'Aniche dans une situation critique. Pour sauver les épaves de l'entreprise, les actionnaires ont tenu plusieurs assemblées générales, et dans celle du 14 octobre 1868, ils ont modifié leurs statuts originaires et changé le nom de la Société qui a pris la dénomination de Compagnie de Courcelles-lez-Lens. Ces modifications ont été réalisées par acte notarié du 12 juin 1869. Dans cet acte, tous les avantages que s'était réservés le sieur Lebreton dans le contrat constitutif du 29 octobre 1869, ont été supprimés.
La Compagnie de Courcelles-lez-Lens poursuit ses travaux, et elle se pense parfaitement en règle vis-à-vis du sieur Lebreton, lorsque celui-ci lui intente, en 1875, une action en demande de nullité de l'acte du 12 juin 1869, et de rétablissement des avantages stipulés en sa faveur dans l'acte primitif de la Société du Couchant d'Aniche, notamment des droits à 7 % dans les bénéfices. Un jugement du tribunal de Béthune en date du 10 décembre 1875, confirmé par un arrêt de la Cour d'appel de Douai du 22 juillet 1876, déclare que c'était à tort et en excédant ses pouvoirs, que l'assemblée générale du 14 octobre 1868 a apporté des modifications aux statuts et changé la dénomination de la Société, et annule l'acte modificatif du 12 juin 1869.
La Société reprend la dénomination de Société du Couchant d'Aniche, et continue ses opérations sous le régime des statuts primitifs. Mais en même temps elle poursuit devant les tribunaux la révocation du sieur Lebreton de ses fonctions de directeur et d'administrateur, un second jugement rendu par le tribunal de Béthune le 2 mars 1877 donne gain de cause à la Société sur une partie de ses demandes. Ce jugement retire au sieur Lebreton ses fonctions de directeur des travaux et d'administrateur, mais il maintient ce dernier dans les droits à 7 % des bénéfices que lui ont conférés les statuts du 29 octobre 1869. Sur appel de la Société, la Cour de Douai rend, le 13 juillet 1877, un arrêt qui confirme la révocation du sieur Lebreton, et, de plus, annule, comme résultant d'un apport purement fictif, sa prétention à 7 % des bénéfices.
À la suite de ces derniers jugements et arrêts, la Société se retrouve replacée sous le régime des statuts primitifs du 21 octobre 1863, mais avec cette différence que tous les droits quelconques du sieur Lebreton en sont supprimés. Ces statuts sont coordonnés en conséquence dans une assemblée générale tenue le 15 octobre 1878, et ils régissent la Société, elle a été constituée sous le nom de Compagnie Houillère du couchant de la concession d'Aniche. Le décret de concession du 18 septembre 1877 ayant donné à la concession le nom de « Concession de Courcelles-lez-Lens », la Compagnie prend la dénomination de « Compagnie des Mines de Courcelles-lez-Lens. » Le siège de la Société est à Paris. Par suite de la souscription des 500 premières actions, la Société a été définitivement constituée. La concession porte sur 440 hectares.
En dessous du tourtia, à 141 mètres, le puits atteint le calcaire que l'on poursuit jusqu'à la profondeur de 240 mètres environ, puis on pénètre dans le terrain houiller. Un accrochage est pratiqué à 208 mètres, c'est-à-dire dans le calcaire, et une bowette au nord ouverte à ce niveau rencontre le terrain houiller à 45 mètres du puits. Elle a été poussée jusqu'à 415 mètres et traverse de nombreuses veinules et sept couches de houille grasse, tenant de 27 à 28 % de matières volatiles. Une descenderie pratiquée au même niveau sous le calcaire est suivie sur une assez grande longueur et elle démontre que le terrain houiller s'enfonce régulièrement sous le calcaire, suivant une ligne de séparation des deux formations inclinée à 28°. À la suite de cette constatation, l'approfondissement est continué, et deux étages d'exploitation ouverts à 267 et à 340 mètres. On est arrivé au 1er février 1881 à 408 mètres de profondeur, et un quatrième accrochage est ouvert à 450 mètres environ. Les terrains traversés dans l'approfondissement et ceux recoupés par la bowette nord de 340 mètres sont riches en empreintes, réguliers, mais fortement inclinés, à 85° environ. Les travaux pratiqués dans les couches sont à cette époque peu développés, ils ont fourni cependant une certaine quantité de houille, 978 tonnes en 1877, 2 578 tonnes en 1878, 11 051 tonnes en 1879 et 18 471 tonnes en 1880, soit un total de 33 082 tonnes.
La fosse de Courcelles est grandement installée avec un puits de 4,10 mètres de diamètre, un guidage en chêne de quatorze à seize centimètres, un goyau solide. La machine d'extraction a deux cylindres horizontaux de 90 centimètres de diamètre et 1,90 mètre de course, à détente Corliss variable à la main, et peut développer 500 chevaux de force. Le ventilateur Guibal a 7,50 mètres de diamètre.

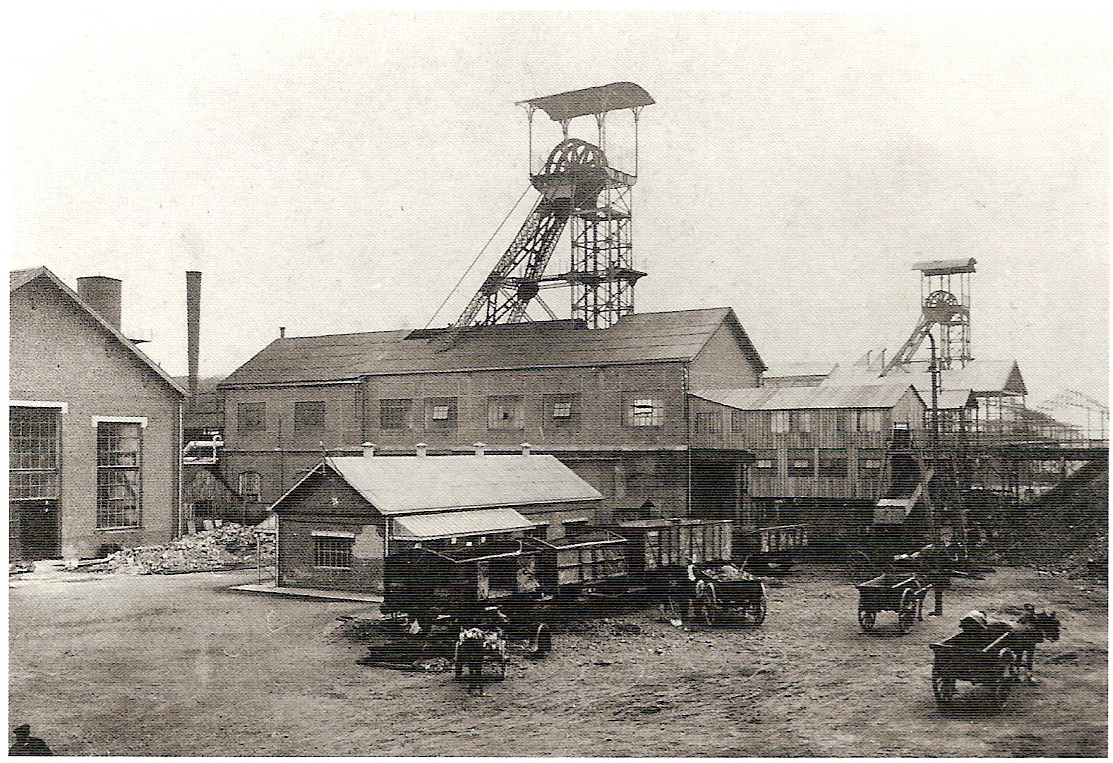
La fosse no 7 - 7 bis vers 1930.

### Compagnie des mines de l'Escarpelle
En 1880, la Société de Courcelles-lez-Lens est rachetée par la Compagnie des mines de l'Escarpelle qui en fait son puits no 7. Des coups de grisou interviennent en 1883 et 1885, entraînant respectivement la mort de quatre et dix mineurs. Un puits no 7 bis est commencé sur le carreau en septembre 1902, et commence à produire en février 1906.

### Groupe de Douai
La Compagnie des mines de l'Escarpelle cesse d'exister en 1946, date à laquelle elle est nationalisée. La fosse no 7 - 7 bis fait dès lors partie du Groupe de Douai. Elle cesse d'extraire en 1948, la production remonte alors par la fosse no 8 sise à Auby, et située 2 165 mètres à l'est-nord-est. Le puits no 7 bis assure le retour d'air de la fosse no 8 jusqu'en 1966, date à laquelle les puits nos 7 et 7 bis, respectivement profonds de 635 et 563 mètres sont remblayés.

### Reconversion
Bien que la partie extractive de la fosse ait été détruite, il reste de nombreux bâtiments sur le site. Au début du XXIe siècle, Charbonnages de France matérialise les deux têtes de puits, et y installe des exutoires de grisou. Le BRGM y effectue des inspections chaque année.

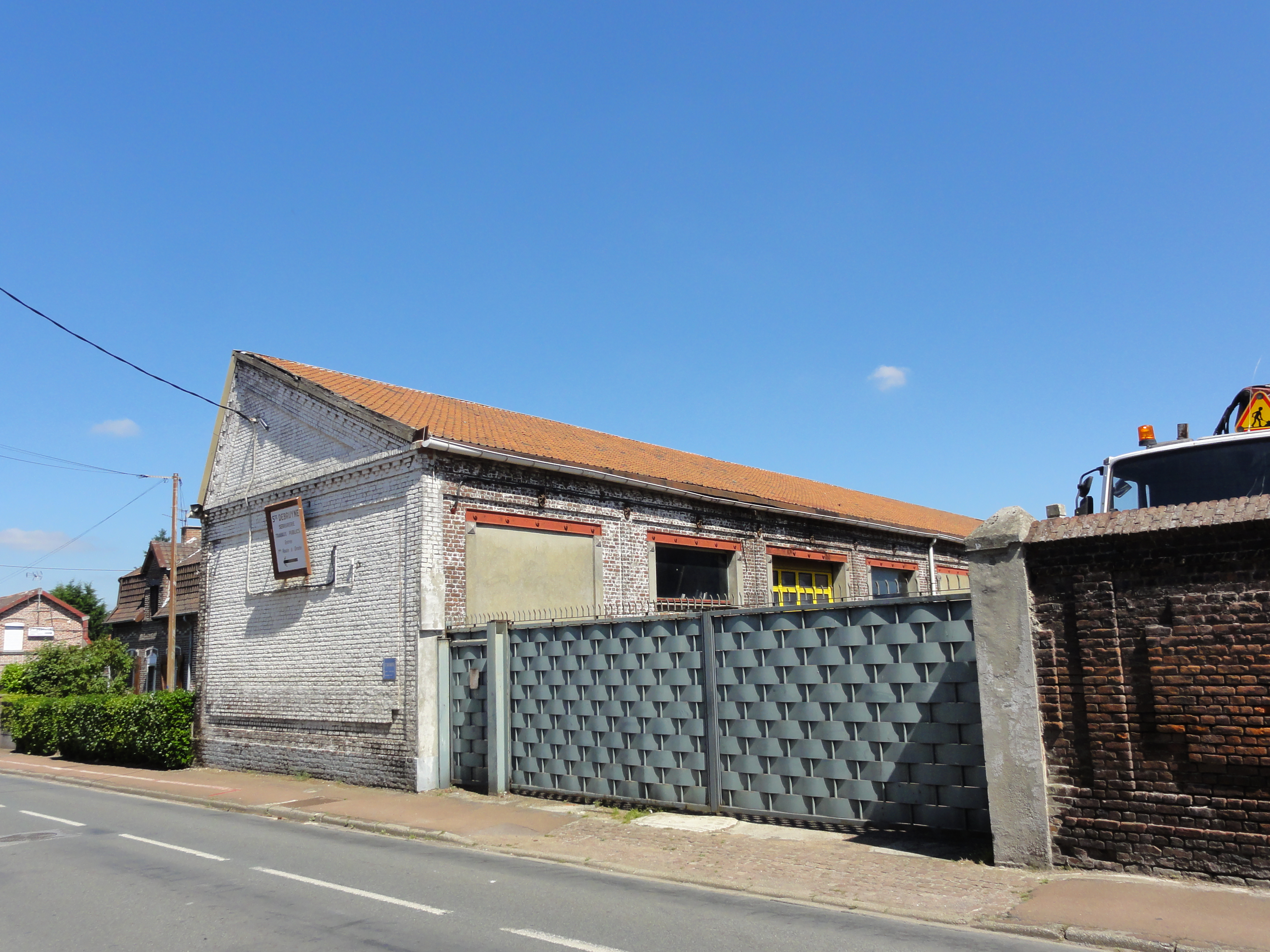
Vestiges.
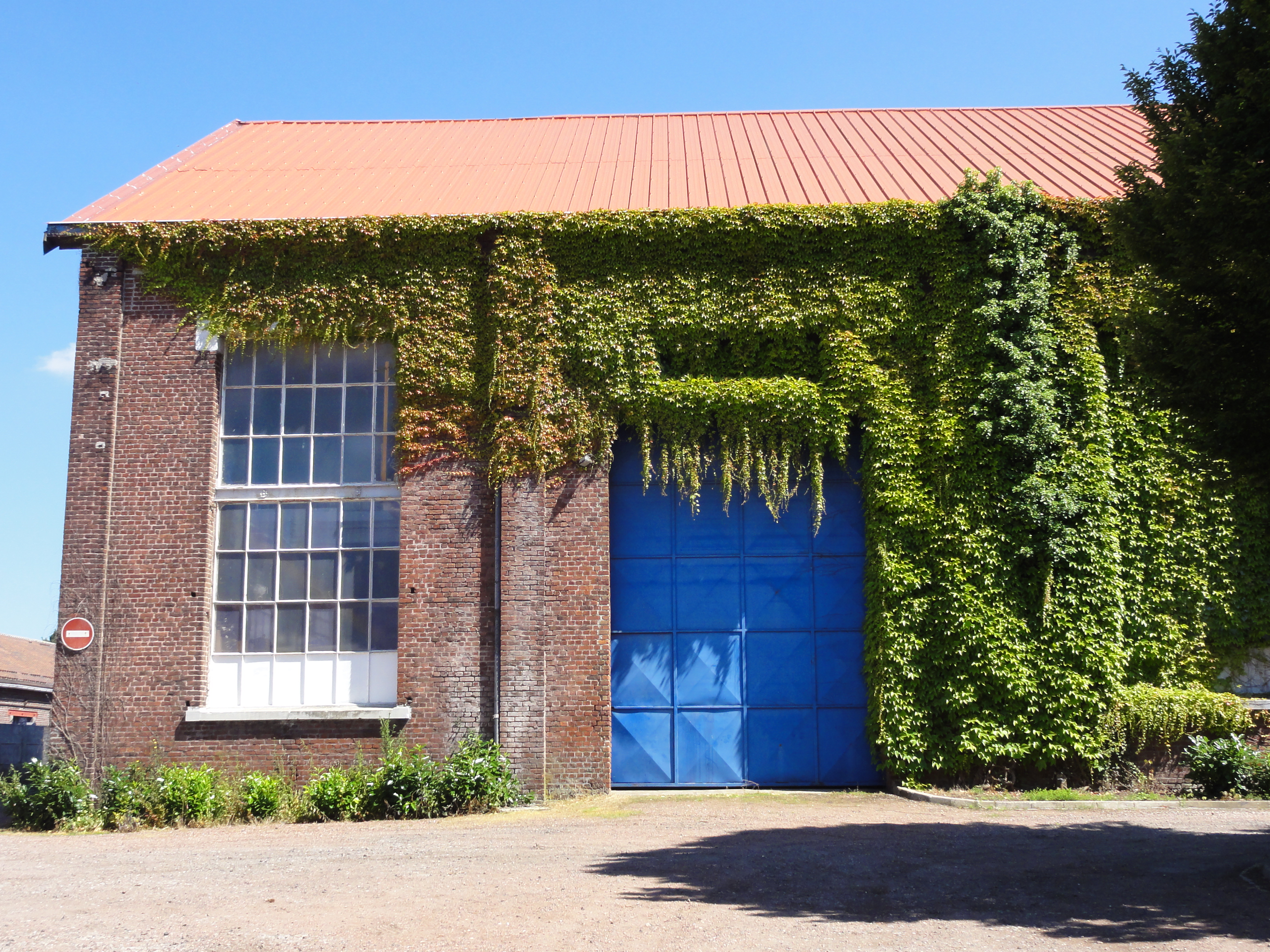
Vestiges.
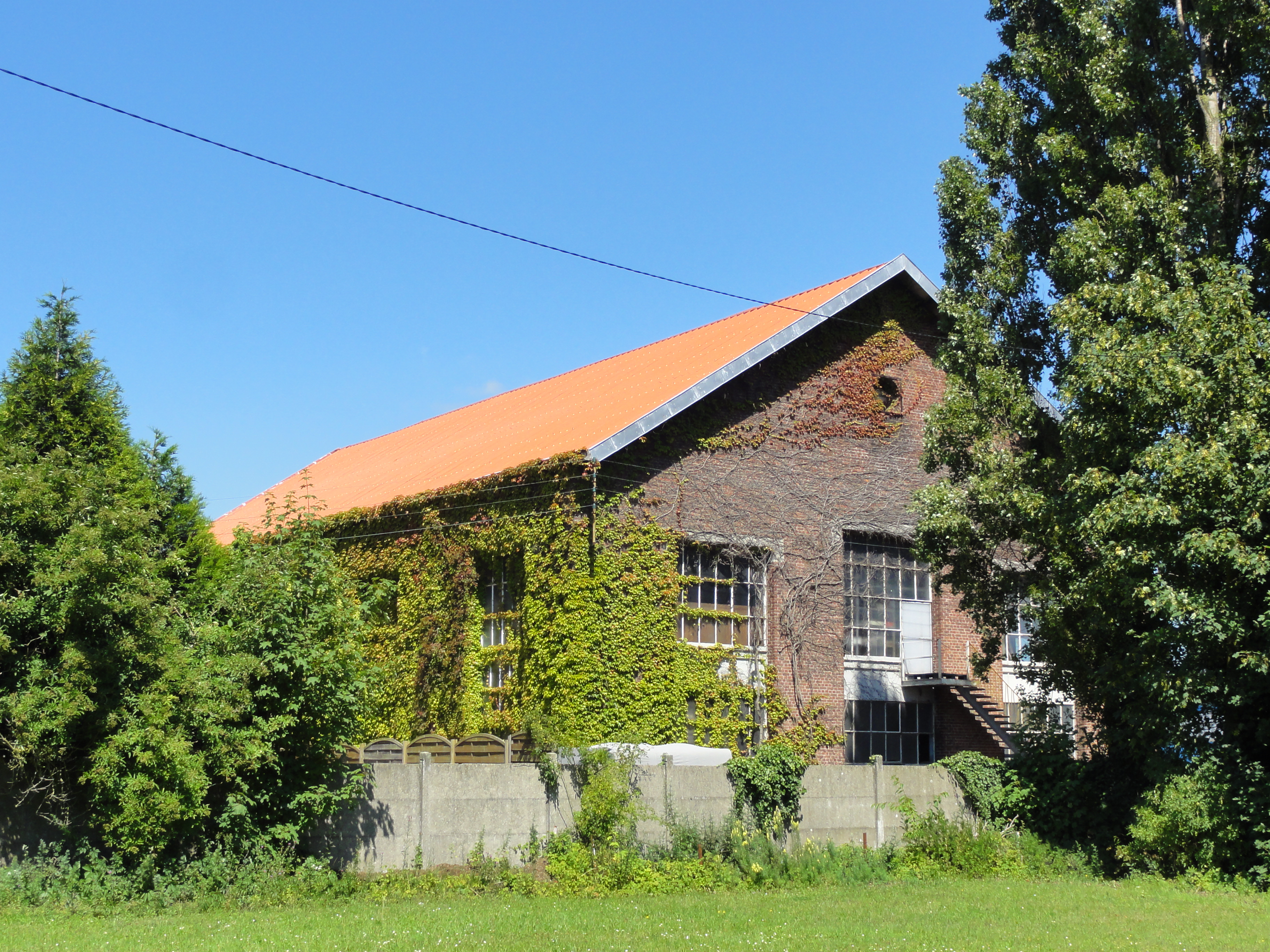
Vestiges.
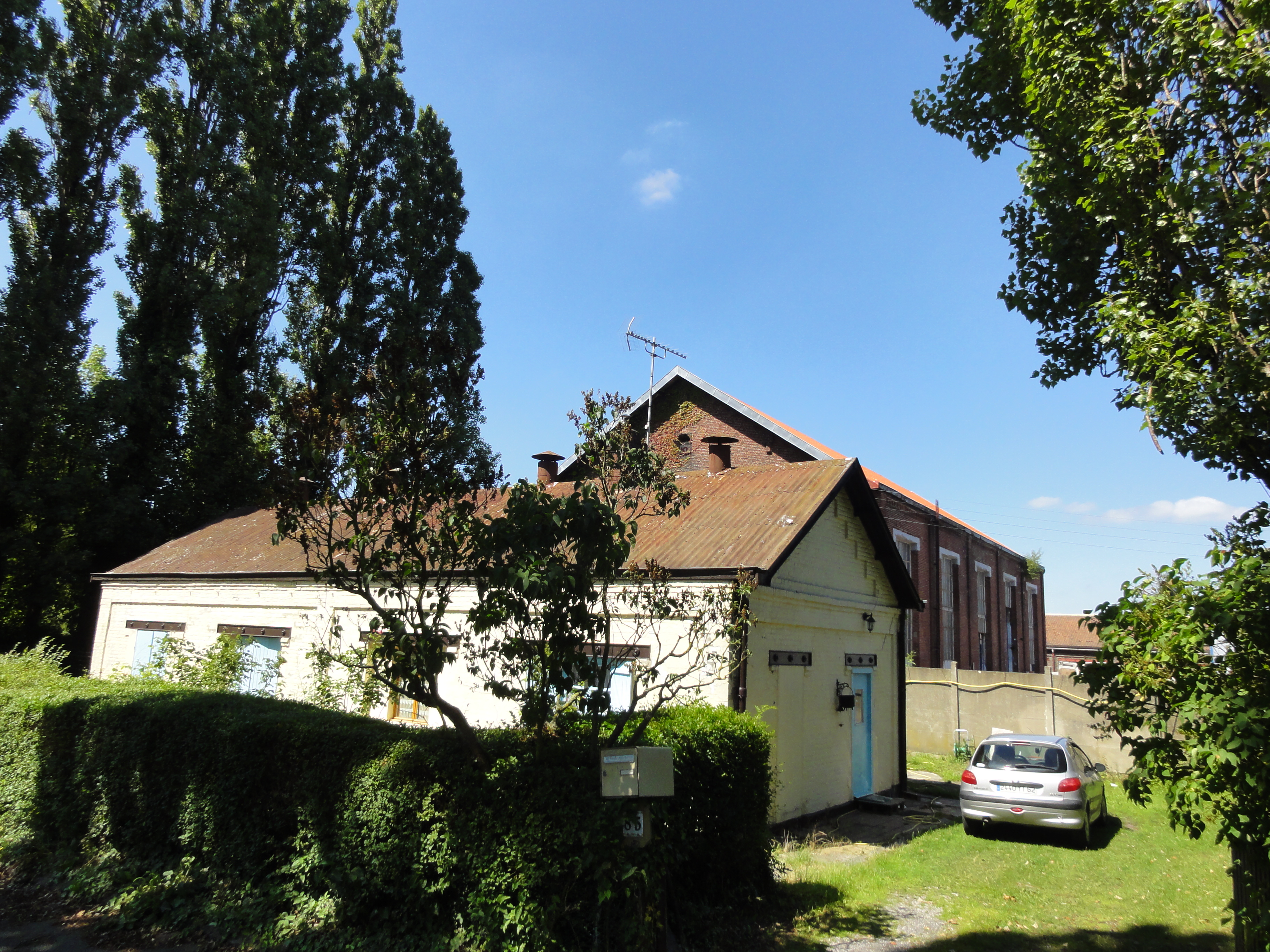
Vestiges.
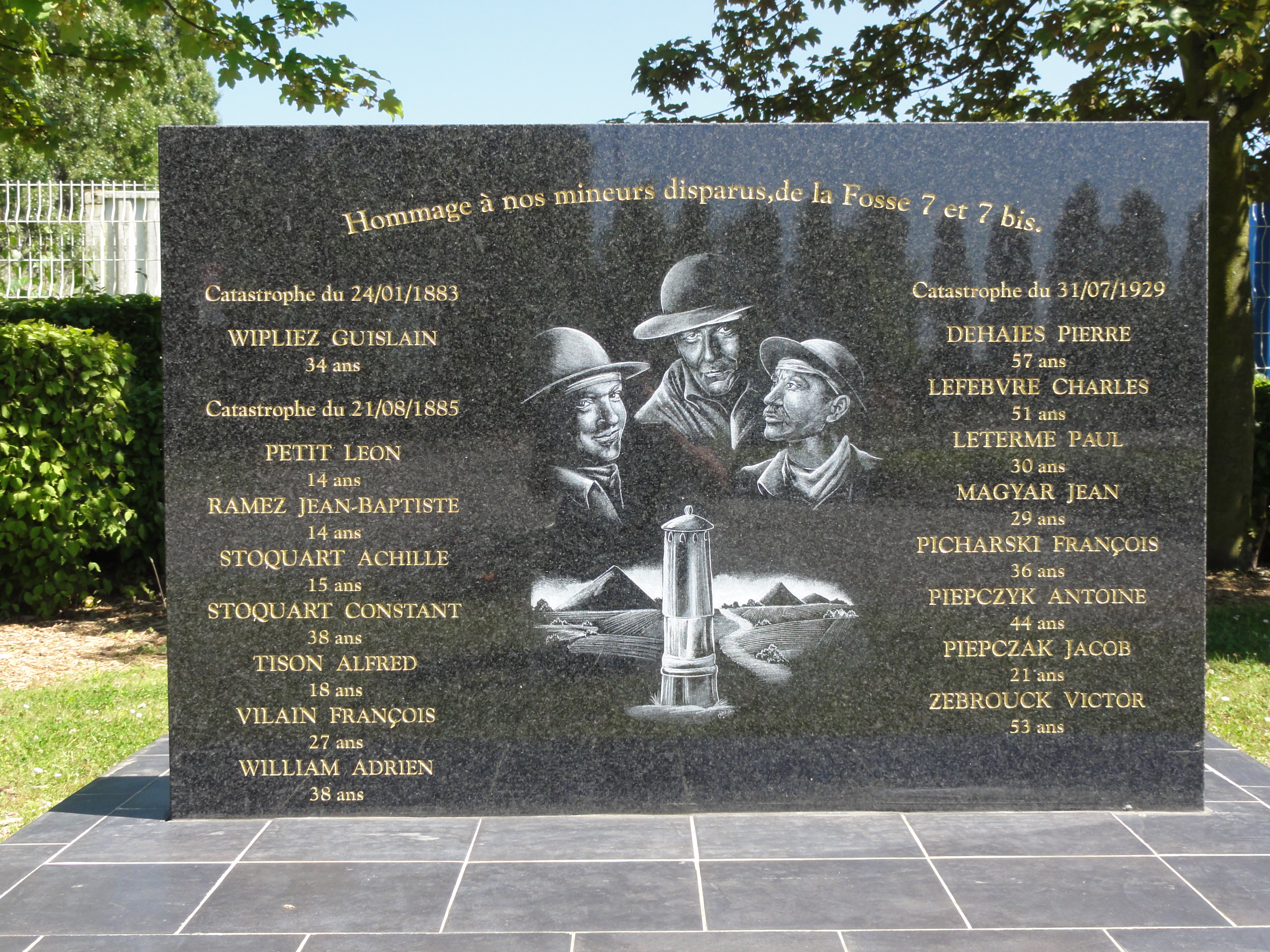
Stèle érigée en mémoire des mineurs morts lors des coups de grisou de 1883, 1885 et 1929.
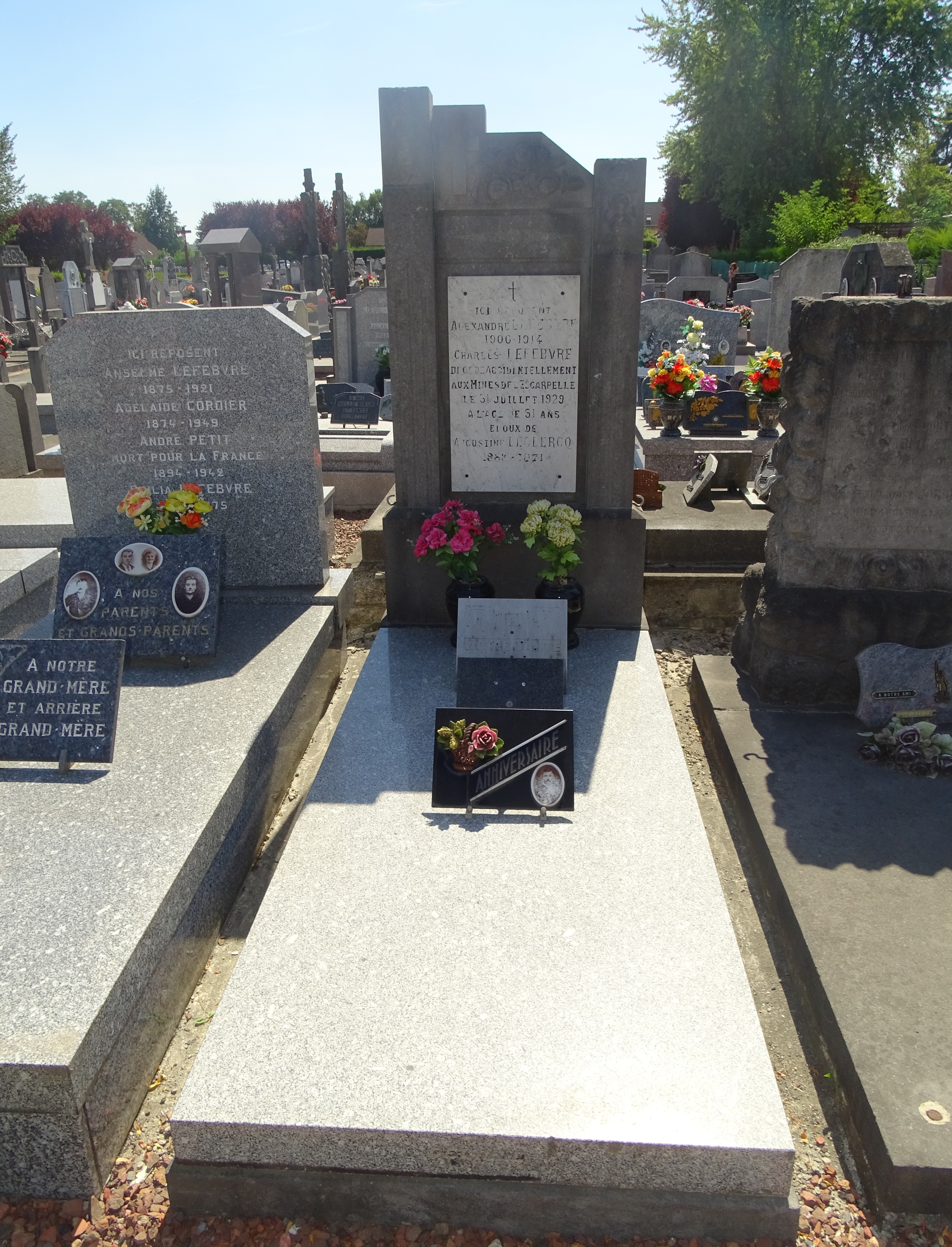
Tombe de Charles Lefebvre, mort dans le coup de grisou du 31 juillet 1929, dans le cimetière communal.

## Les terrils
L'exploitation de la fosse no 7 - 7 bis a entraîné la formation de deux terrils coniques. Son raccordement au réseau ferroviaire a entraîné la formation du terril cavalier no 214, entre les fosses nos 8 et 7 - 7 bis. Dans une moindre mesure, on peut considérer que les terrils cavaliers nos 213, 213A, 213B, 213C et 213D sont rattachés à la fosse no 7 - 7 bis, dans la mesure où ils se situent à Roost-Warendin et Auby, au début de l'embranchement menant vers les fosses nos 7 - 7 bis et 8, mais ils sont situés entre 2 840 et 4 750 mètres de la fosse de Courcelles-lès-Lens. Suivant cette hypothèse, il serait possible d'inclure également les terrils nos 140 et 140A, dont l'édification n'a été rendue possible qu'avec la construction de cet embranchement.

### Terrilno128, 7 bis de l'Escarpelle

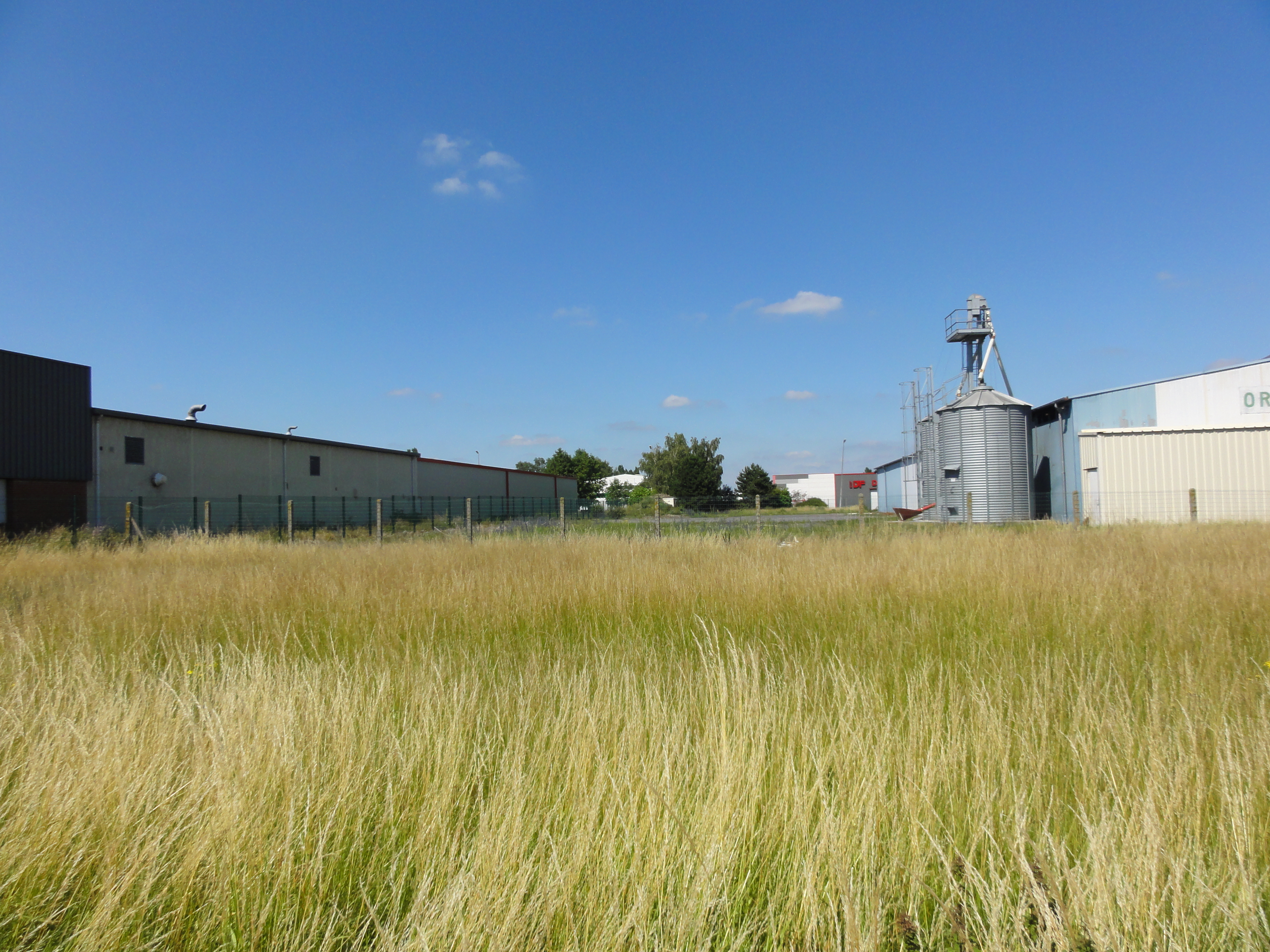
Le site du terril du 7 bis de l'Escarpelle.

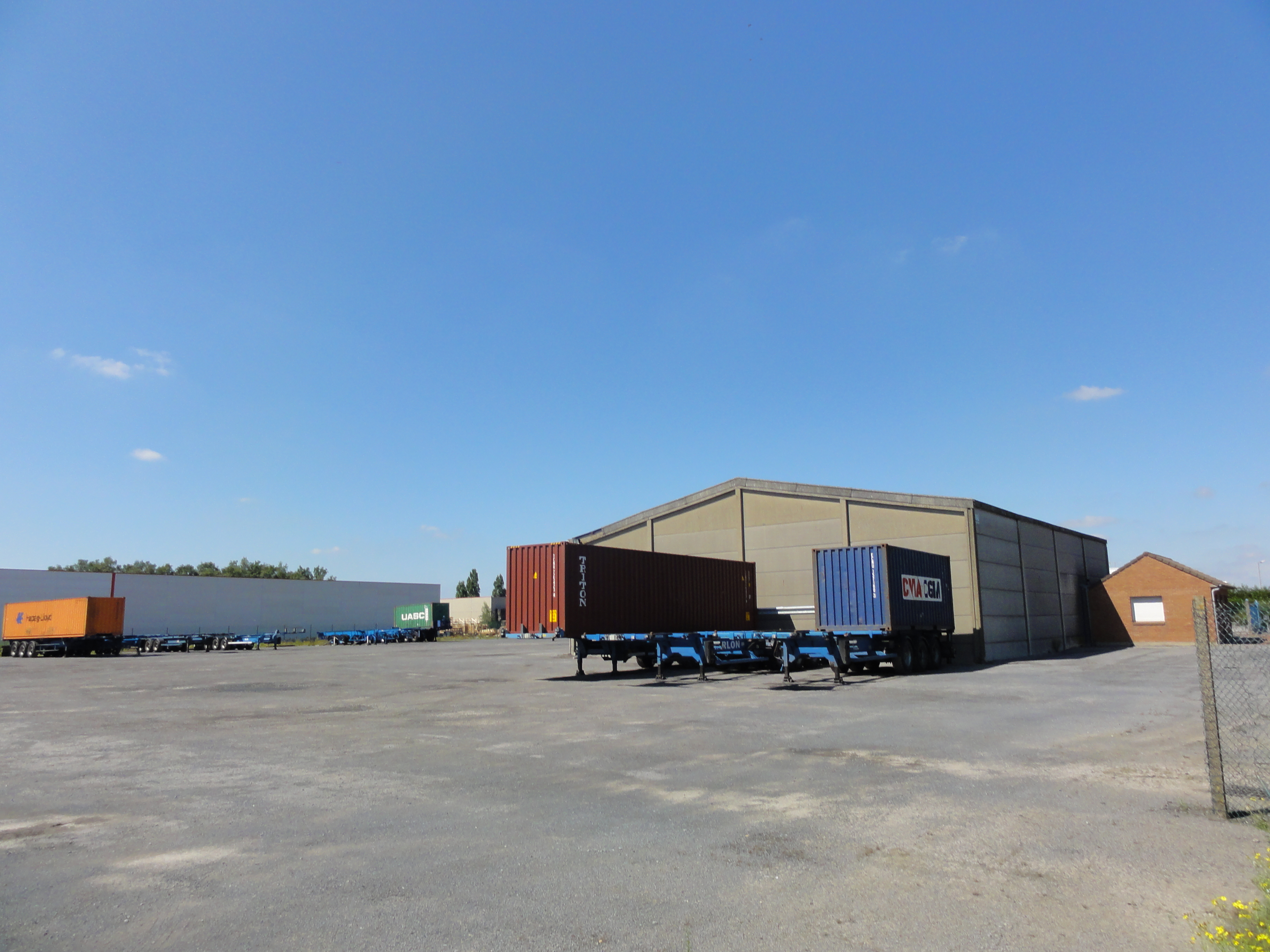
Le site du terril du 7 de Courcelles.

50° 24′ 29″ N, 3° 00′ 54″ E
Le terril no 128, disparu, situé à Courcelles-lès-Lens, était un des deux terrils coniques de la fosse no 7 - 7 bis des mines de l'Escarpelle. Intégralement exploité, il n'en reste plus rien. Il était haut de quarante mètres. Le site a été reconverti en zone industrielle. L'autre terril conique, également disparu, était le no 145.

### Terrilno145, 7 de Courcelles
50° 24′ 34″ N, 3° 01′ 01″ E
Le terril no 145, disparu, situé à Courcelles-lès-Lens, était un des deux terrils coniques de la fosse no 7 - 7 bis des mines de l'Escarpelle. Intégralement exploité, il n'en reste plus rien. Il était haut de quarante mètres. Le site a été reconverti en zone industrielle. L'autre terril conique, également disparu, était le no 128.

### Terrilno214, Cavalier de Courcelles

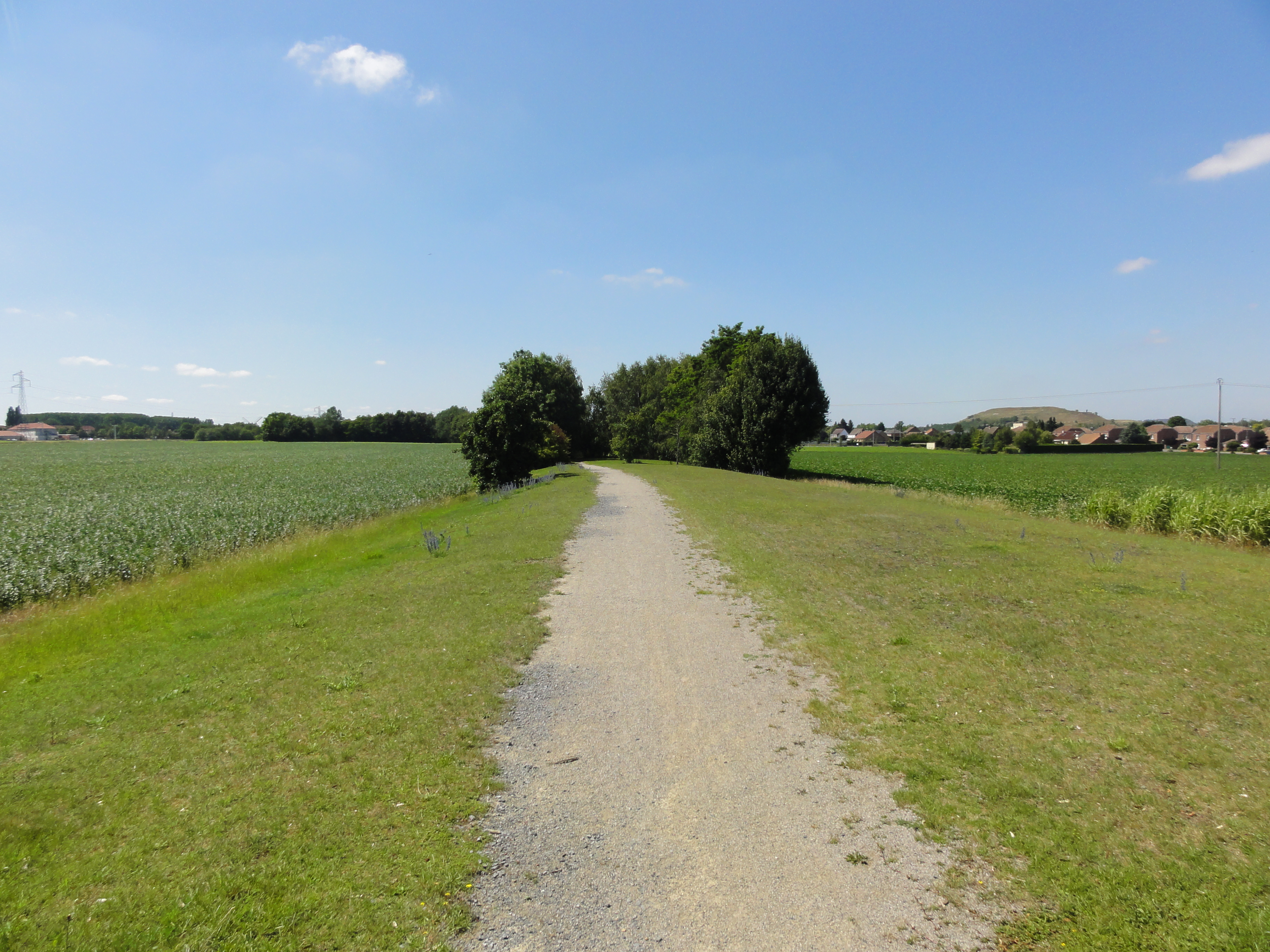
Le terril Cavalier de Courcelles.

50° 24′ 52″ N, 3° 01′ 29″ E
Le terril no 214, situé à Auby et Courcelles-lès-Lens, est un terril cavalier qui permettait de relier la fosse no 7 - 7 bis des mines de l'Escarpelle au reste du réseau ferroviaire des mines de l'Escarpelle.

## Les cités
Dès 1876, la Compagnie de Courcelles possède 48 maisons d'ouvriers. En 1879, elle en a construit vingt-six, soit un ensemble de 74 maisons qui doivent suffire à loger son personnel tout entier. La majeure partie des maisons a été construite par la Compagnie des mines de l'Escarpelle, à Courcelles-lès-Lens, mais aussi dans le Nord, dans le hameau du Villers à Flers-en-Escrebieux. Ces modèles de maisons peuvent se retrouver près des autres fosses de la Compagnie.

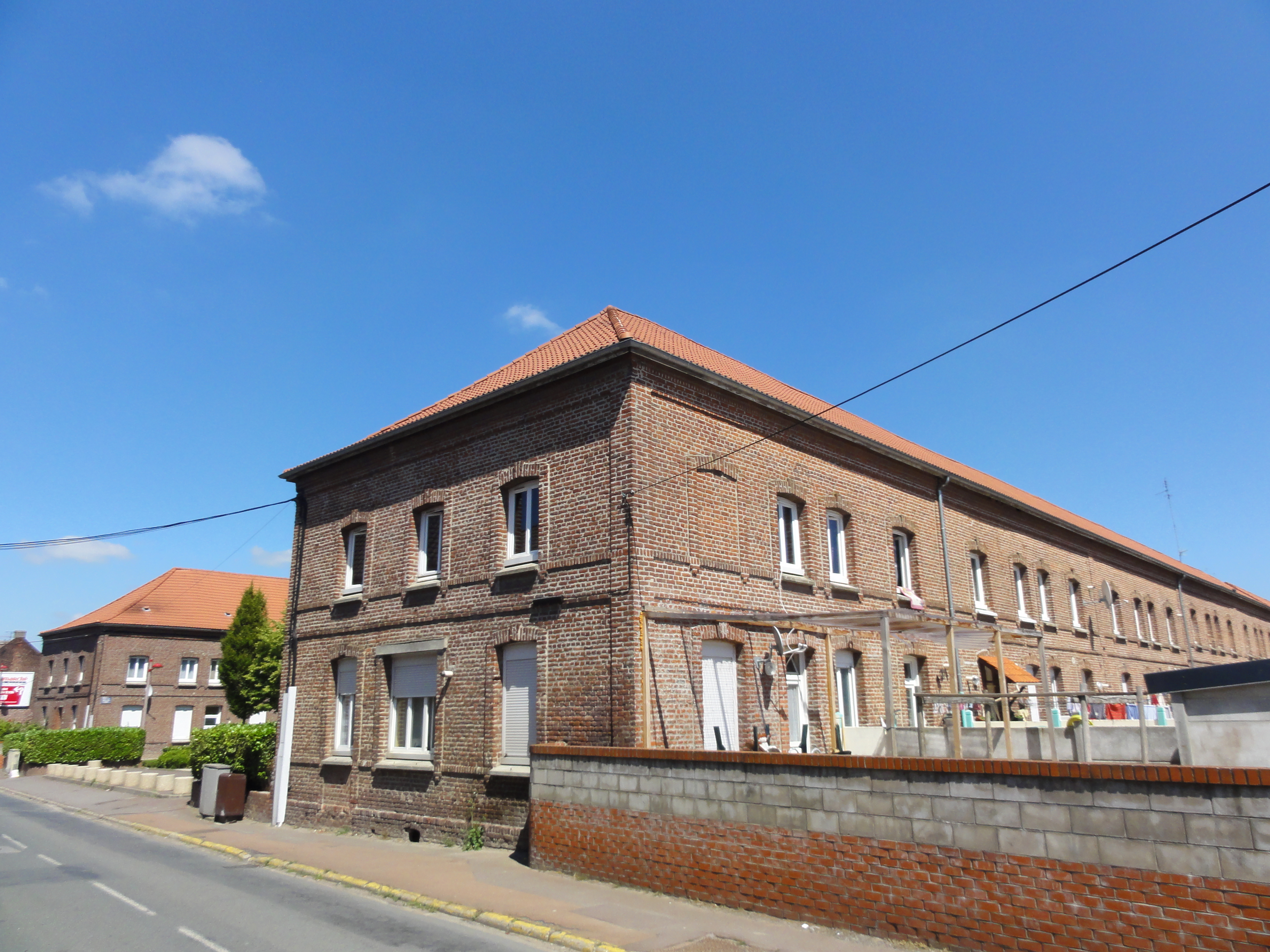
Les corons construits par la Société de Courcelles-lez-Lens.
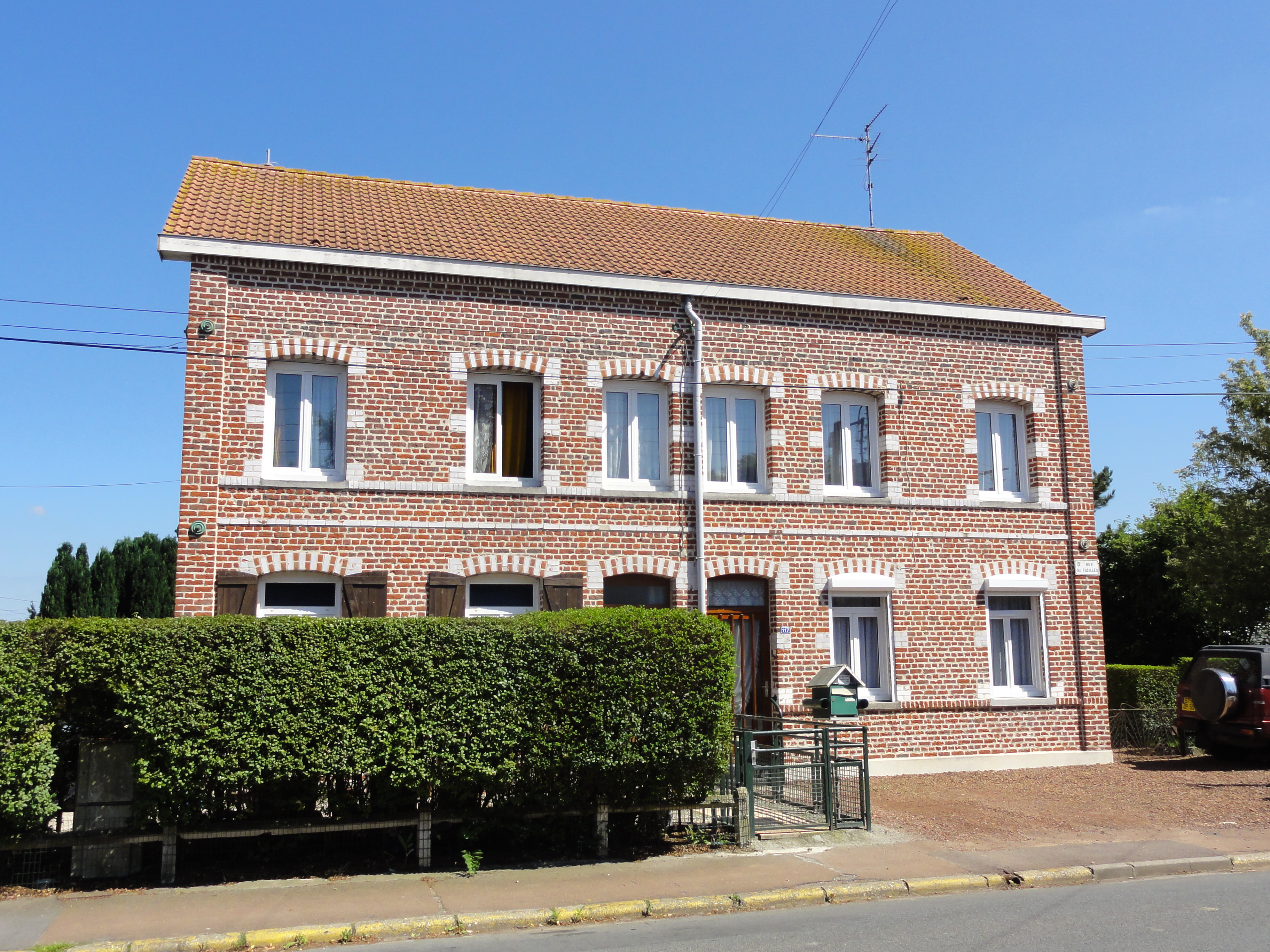
Habitations des mines de l'Escarpelle.
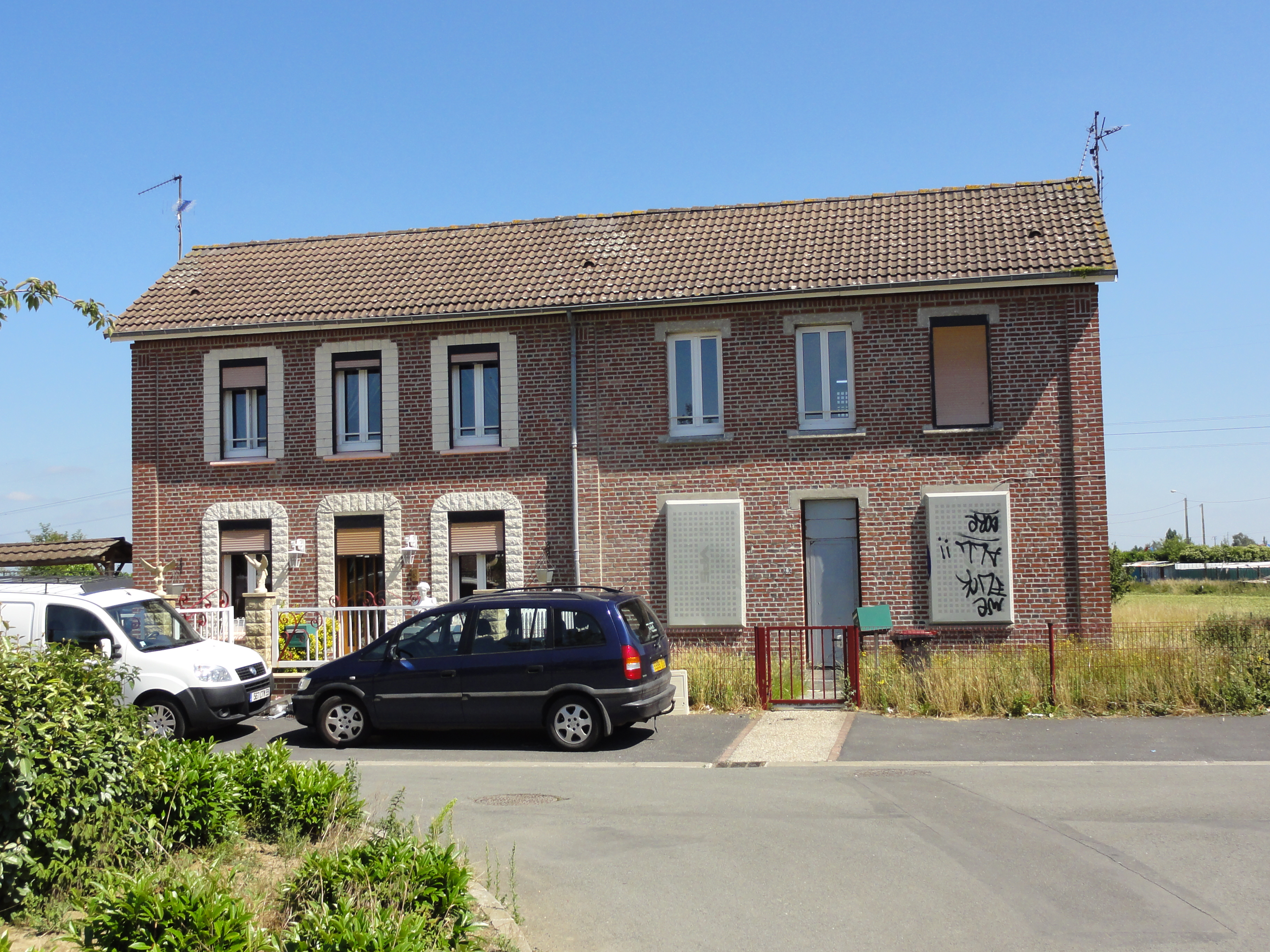
Habitations des mines de l'Escarpelle.
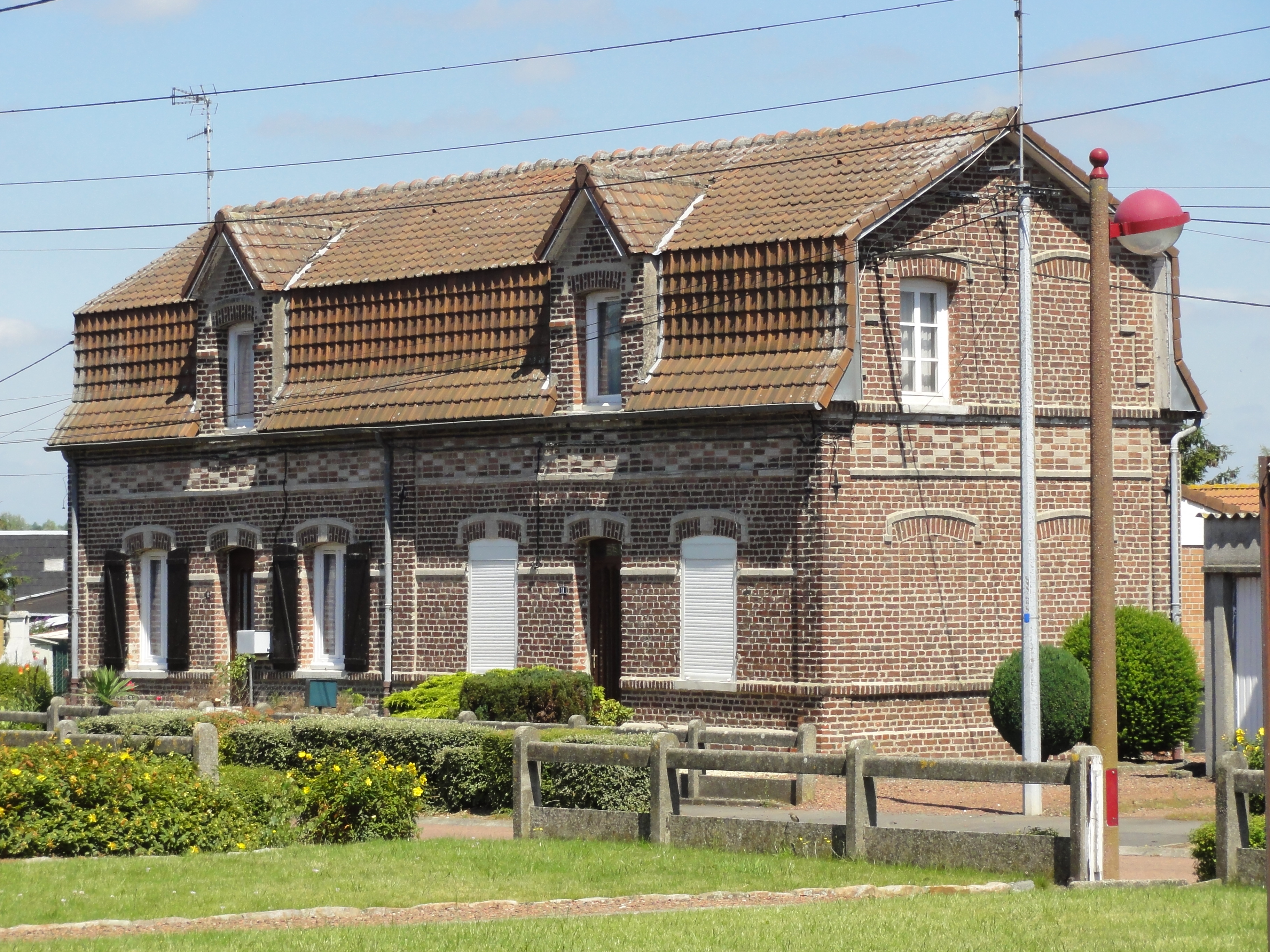
Habitations des mines de l'Escarpelle.
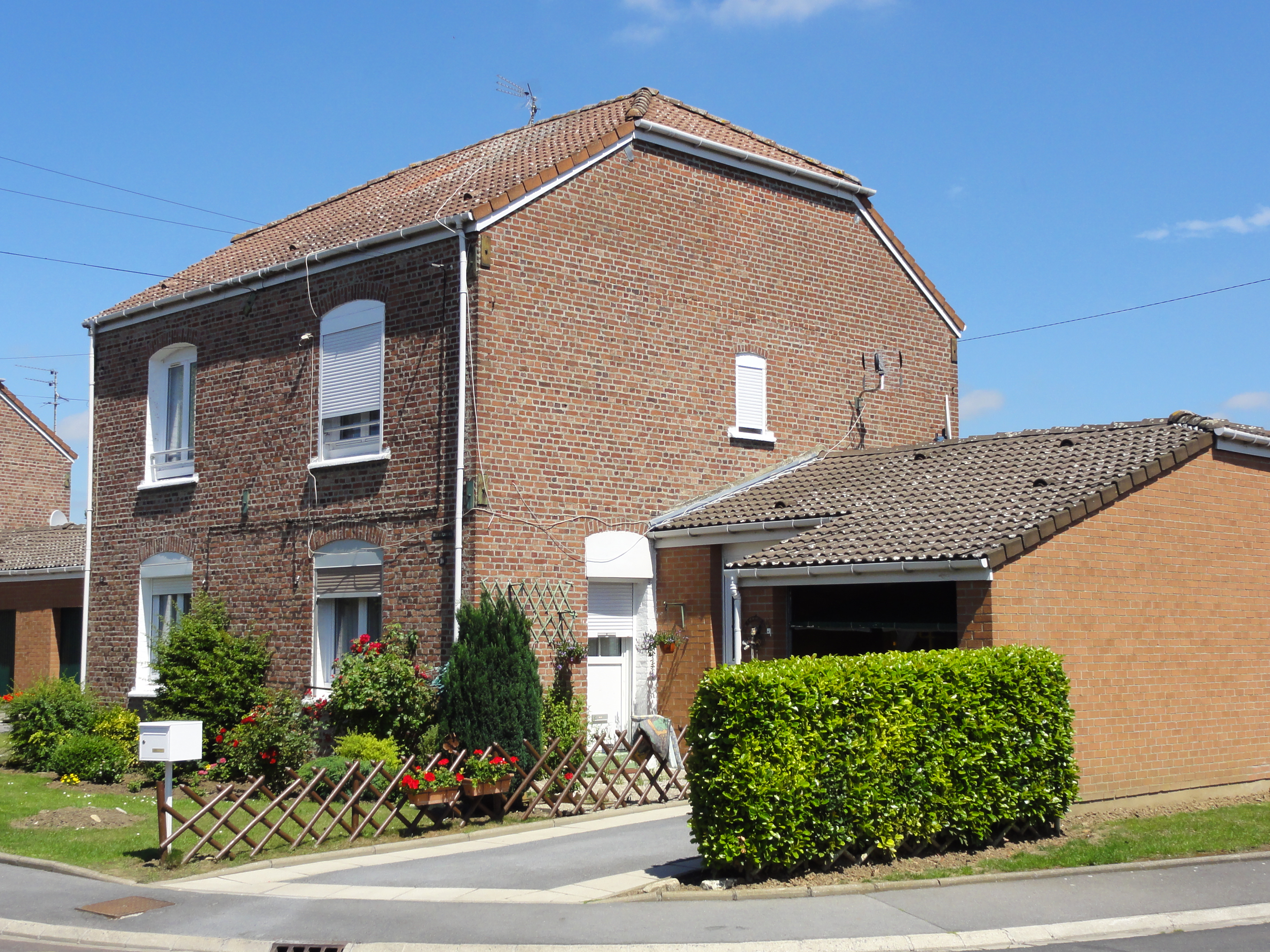
Habitations des mines de l'Escarpelle.
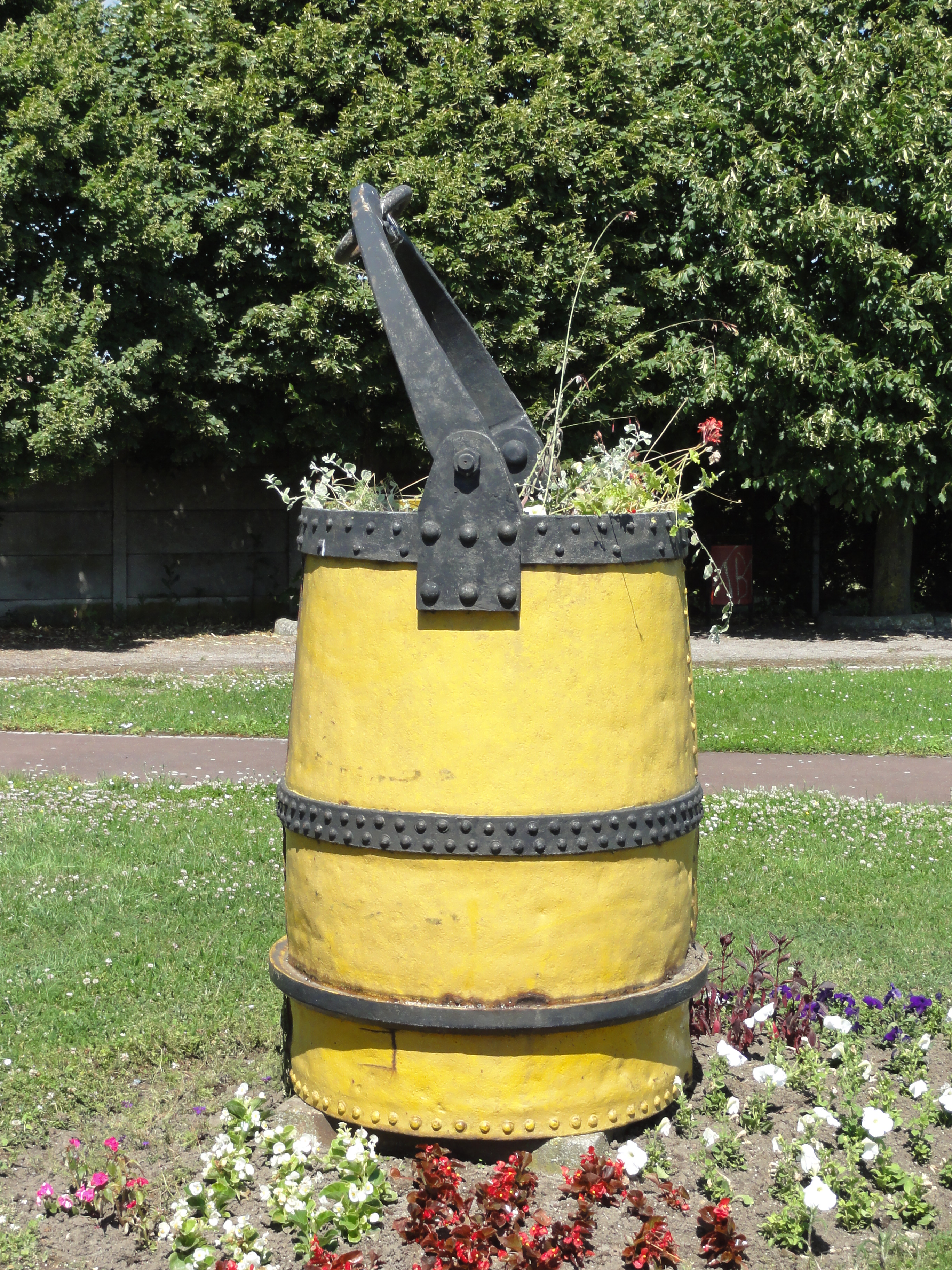
Un cuffat dans un espace vert d'une cité.